# Rimbert
Rimbert, död 11 juni 888, var ärkebiskop i Hamburg-Bremen 865–888. Rimbert efterträdde Ansgar i ämbetet och skrev biografin över densamme; Vita Anskarii.

## Biografi
Rimbert gick i klosterskola i flanderska Turholt, där han skall ha uppmärksammats av Ansgar. Rimbert följde möjligen med Ansgar vid dennes andra besök i Birka, och blev vid dennes död utnämnd till ärkebiskop av Hamburg-Bremen. Inte mycket är känt om hans gärning som ärkebiskop, men han skall ha varit nitisk och mån om missionen och själv besökt Danmark och Sverige.
För eftervärlden är Rimbert mest bekant för Vita Anskarii. Levnadsteckningen tillkom med medförfattares bistånd sannolikt under det närmaste årtiondet efter Ansgars död och tillägnades benediktinmunkarna i Corvey. Arbetet är skrivet i uppbyggligt syfte, men innehåller en mängd faktiska upplysningar, bland annat att Ansgar vid fem års ålder skulle ha blivit moderlös och strax senare av sin far satt i skola vid klostret Corbie i Picardie. Framställningen är anmärkningsvärt fri från legendariska utsmyckningar. Biografin över Rimbert själv (Vita Rimberti), skriven av någon klerk i Bremen eller munk i Corbie, är däremot ett obetydligt arbete.